# Leucula orates
Leucula orates är en fjärilsart som beskrevs av Druce 1893. Leucula orates ingår i släktet Leucula och familjen mätare. Inga underarter finns listade i Catalogue of Life.